# Duvimioso Terra
Duvimioso Terra (Florida, 1856 – Montevideo, 1930) fou un advocat, militar i polític uruguaià, pertanyent al Partit Nacional.
Graduat en jurisprudència amb 25 anys, va ser professor de dret civil a la facultat de Dret de la Universitat de la República fins al 1886, quan va renunciar com a conseqüència d'un violent incident amb el rector d'aquesta universitat. Va ocupar el càrrec de fiscal del Crim al Ministeri de Justícia i més endavant a l'antic Ministeri de Cult i Instrucció (1886-1888) durant la presidència de Máximo Tajes.
Després de fracassar un intent colpista contra el llavors president Julio Herrera y Obes, va marxar exiliat a Buenos Aires, on va homologar el seu títol i va organitzar, al costat d'altres companys del seu partit a l'Argentina, un Comitè de Guerra. No obstant això, el 1897 es va separar del partit per discrepàncies amb el líder Aparicio Saravia.
El 1910 va intentar un segon boicot contra la segona presidència de José Batlle y Ordóñez, del Partit Colorado. De 1914 a 1923 va ser diputat de l'Assemblea Constituent, encarregada de debatre la Constitució de 1830.
Finalment, va ser senador pel departament de Treinta y Tres des de 1925 fins a la seva mort, el 1930. Va presidir el Senat en dues oportunitats, el 1926 i el 1928.